# 安楽岡一雄
安楽岡 一雄（安樂岡 一雄、やすらおか かずお、1947年〈昭和22年〉5月10日 - 2017年〈平成29年〉2月12日）は、日本の政治家。館林市長（3期）。群馬県議会議員（3期）。正五位。

## 来歴
群馬県邑楽郡館林町（現・館林市）出身。群馬県立館林高等学校卒。1971年、法政大学経済学部経済学科卒業。坂村吉正衆議院議員、谷津義男衆議院議員らの秘書、有限会社安楽岡代表取締役を経て、1995年に館林選挙区から群馬県議会議員選挙に出馬し初当選。これ以降連続3期当選。この間、自由民主党群馬県議団長、自由民主党群馬県支部連合会総務会長などを歴任。
2007年、館林市長だった中島勝敬が病気のため市長を辞職したことに伴い、県議会議員を辞職して市長選に出馬。安楽岡のほかに立候補者が出なかったため、無投票当選を果たした。
市長を務めていた2011年に「たてばやし市民計画2020」が策定され、「水と緑と人が輝く共創都市たてばやし」という目標を掲げた。2016年につつじが岡公園の歴史的・文化的価値を踏まえ、館林市つつじを愛し保護する条例を制定。
群馬県ボート協会副会長、館林商工会議所顧問も務めた。
市長3期目の在職中だった2017年2月12日、多臓器不全のため死去。69歳没。死没日付をもって正五位に叙され、旭日小綬章を追贈された。翌2018年3月、館林市名誉市民に推挙。